# Список объектов всемирного наследия ЮНЕСКО в Бельгии
В списке Всеми́рного насле́дия ЮНЕ́СКО в Короле́встве Бе́льгия значится 12 наименований (на 2016 год), это составляет 1,0 % от общего числа (1248 на 2025 год). Все объекты включены в список по культурным критериям, причём 4 из них признаны шедеврами человеческого гения (критерий i). Кроме этого, по состоянию на 2016 год, 17 объектов на территории Бельгии находятся в числе кандидатов на включение в список всемирного наследия. Бельгия,  ратифицировала Конвенцию об охране всемирного культурного и природного наследия 24 июля 1996 года. Первые два объекта, находящиеся на территории Бельгии были занесены в список в 1998 году на 22-й сессии Комитета всемирного наследия ЮНЕСКО.

## Список
В данной таблице объекты расположены в порядке их добавления в список всемирного наследия ЮНЕСКО.
| #  | Изображение | Название | Местоположение | Время создания              | Год внесения в список | №      | Критерии        |
| -- | ----------- | --- | --- | --------------------------- | --------------------- | ------ | --------------- |
| 1  |             | Фламандские монашеские общины — Бегинажи (фр. Béguinages flamands) (нидерл. Begijnhoven in Vlaanderen) | Провинции: Антверпен, Лимбург, Восточная Фландрия, Фламандский Брабант, Западная Фландрия                                     | С XII века                  | 1998                  | № 855  | ii, iii, iv     |
| 2  |             | Четыре гидравлических судоподъёмника на Центральном канале и их окружение (фр. Les quatre ascenseurs du canal du Centre et leur site, La Louvière et Le Rœulx (Hainaut)) (нидерл. Scheepsliften in het Canal du Centre en de omgeving, La Louvière en Le Roeulx (Henegouwen)) | Ближайший город: Ла-Лувьер Провинция: Эно                                                                                     | Конец XIX — начало XX века  | 1998                  | № 856  | iii, iv         |
| 3  |             | Площадь Гран-Плас в Брюсселе (фр. Grand-Place de Bruxelles) (нидерл. Grote Markt van Brussel) | Регион: Брюссельский столичный                                                                                                | С XV века                   | 1998                  | № 857  | ii, iv          |
| 4  |             | Колокольни-беффруа городов Бельгии и Франции (фр. Beffrois de Belgique et de France) (нидерл. Belforten in België en Frankrijk) | Провинции: Антверпен, Лимбург, Восточная Фландрия, Фламандский Брабант, Западная Фландрия, Намюр, Эно (Совместно с Францией ) | XI-XVII вв                  | 1999 2005             | № 943  | iii, iv         |
| 5  |             | Исторический центр города Брюгге (фр. Le centre historique de Bruges) (нидерл. Historisch centrum van Brugge) | Провинция: Западная Фландрия                                                                                                  | С XII века                  | 2000                  | № 996  | ii, iv, vi      |
| 6  |             | Городские особняки архитектора Виктора Орта: Особняк Тасселя, Дом Сольве, Особняк ван Этвельде, а также собственный дом-мастерская Орта (фр. Habitations majeures de l'architecte Victor Horta (Bruxelles)) (нидерл. Herenhuizen van de architect Victor Horta (Brussel))     | Регион: Брюссельский столичный                                                                                                | Конец XIX века              | 2000                  | № 1005 | i, ii, iv       |
| 7  |             | Неолитические каменоломни в районе Спьенн (фр. Minières néolithiques de silex de Spiennes) (нидерл. Neolithische vuursteenmijnen in Spiennes) | Ближайший город: Монс Провинция: Эно                                                                                          | V — IV тысячелетие до н. э. | 2000                  | № 1006 | i, iii, iv      |
| 8  |             | Кафедральный собор Нотр-Дам в городе Турне (фр. Cathédrale Notre-Dame de Tournai) (нидерл. Onze-Lieve-Vrouwekathedraal in Doornik) | Провинция: Эно | С XII века                  | 2000                  | № 1009 | ii, iv          |
| 9  |             | Музейный комплекс издательства и типографии Плантен-Моретюс (фр. Complexe Maison-Ateliers-Musée Plantin-Moretus) (нидерл. Plantin-Moretus Huis-Werkplaats-Museum Complex) | Провинция: Антверпен | XVI век                     | 2005                  | № 1185 | ii, iii, iv, vi |
| 10 |             | Дворец Стокле (фр. Palais Stoclet) (нидерл. Stocletpaleis) | Регион: Брюссельский столичный                                                                                                | 1905—1911                   | 2009                  | № 1298 | i, ii           |
| 11 |             | Шахтёрские выработки в Валлонии, включая Гран-Орню Буа-дю-Люк, Буа-дю-Казье и Бленьи-Мин (фр. Sites miniers majeurs de Wallonie) | Провинции: Льеж, Эно | С XIX века                  | 2012                  | № 1344 | ii, iv          |
| 12 |             | Архитектурное наследие Ле Корбюзье: выдающийся вклад в модернизм (фр. L’Œuvre architecturale de Le Corbusier, une contribution exceptionnelle au Mouvement Moderne) *Дом Гиет в Антверпене                                                                                    | Провинция: Антверпен (совместно с Аргентиной, Германией, Индией, Францией, Швейцарией, Японией)                               | 1926                        | 2005                  | 1321   | i, ii, vi       |

## Географическое расположение объектов

Расположение колоколен-беффруа на территории Бельгии и Франции

## Предварительный список
В таблице объекты расположены в порядке их добавления в предварительный список. В данном списке указаны объекты, предложенные правительством Бельгии в качестве кандидатов на занесение в список всемирного наследия.
| #  | Изображение | Название | Местоположение | Время создания   | Год внесения в список | №    | Критерии        |
| -- | ----------- | --- | --- | ---------------- | --------------------- | ---- | --------------- |
| 1  |             | Исторический центр города Гент (фр. Le noyau historique médiéval ou la 'Cuve' de Gand) | Провинция: Восточная Фландрия | С VII века       | 2002                  | 856  | ii, iv          |
| 2  |             | Исторический центр города Антверпен (фр. Noyau historique d'Anvers) | Провинция: Антверпен | С XIII века      | 2002                  | 857  | ii, iv, vi      |
| 3  |             | Историческое наследие университетского центра Лёвен (фр. Louvain, bâtiments universitaires, l'héritage de six siècles au sein du centre historique) | Провинция: Фламандский Брабант | XV век — XX век  | 2002                  | 1712 | ii, iii, iv, vi |
| 4  |             | Королевские галереи Сент-Юбер в Брюсселе (фр. Galeries royales Saint-Hubert) | Регион: Брюссельский столичный | 1845—1847        | 2005                  | 5355 | ii, iv          |
| 5  |             | Архитектурные работы Анри Ван де Вельде (фр. L’œuvre architecturale d’Henry van de Velde) | Регион: Брюссельский столичный | 1895             | 2005                  | 5356 | i, ii           |
| 6  |             | Дворец правосудия в Брюсселе (фр. Palais de justice de Bruxelles) | Регион: Брюссельский столичный | 1866—1883        | 2008                  | 5357 | i               |
| 7  |             | Плато Высокий Фенн (фр. Plateau des Hautes-Fagnes ) | Провинция: Льеж | —                | 2008                  | 5358 | v               |
| 8  |             | Участок Агриппиевой дороги в Фламандском регионе (фр. Le tronçon Bavay-Tongres de la chaussée romaine Boulogne-Cologne) | Провинции: Намюр, Эно, Фламандский Брабант, Льеж | 40 год           | 2008                  | 5359 | iii, iv         |
| 9  |             | Дворец князей-епископов в Льеже (фр. Palais des Princes-Évêques de Liège) | Провинция: Льеж | XII — XVI век    | 2008                  | 5361 | ii, iii         |
| 10 |             | Поле битвы Ватерлоо (фр. Le champ de bataille de Waterloo) | Провинция: Валлонский Брабант | —                | 2008                  | 5362 | ii, iii, vi     |
| 11 |             | Панорама битвы при Ватерлоо (фр. Le Panorama de la Bataille de Waterloo) | Провинция: Валлонский Брабант | С начала XX века | 2008                  | 5364 | i, ii, iv, vi   |
| 12 |             | Крепости и форты на реке Маас (фр. Les citadelles mosanes) | Провинция: Льеж, Намюр | —                | 2008                  | 5365 | ii              |
| 13 |             | Национальный парк Хоге-Кемпен (фр. Parc national de la Haute Campine) | Ближайший город: Генк Провинция: Лимбург | —                | 2011                  | 5623 | iv, vi, viii    |
| 14 |             | Поселения «Общества добродетели» (сельскохозяйственные поселения для бедняков) (нидерл. Koloniën van Weldadigheid) а) поселение Мерскплас б) поселение Вортел | Провинция: Антверпен (совместно с Нидерландами) | 1818—1825        | 2013                  | 5841 | v, vi           |
| 15 |             | Места сражений и памятники погибшим в Первой мировой войне (Западный фронт) (фр. Sites funéraires et mémoriels de la Première Guerre mondiale (Front Ouest)) | Провинции: Западная Фландрия, Льеж, Намюр, Эно, Люксембург | С 1920-х         | 2014                  | 5886 | iii, iv, vi     |
| 16 |             | Знаменитые бальнеологические курорты Европы (фр. Les grandes villes d’eaux d’Europe) а) Город Спа | Провинция: Льеж, Намюр | XIV век          | 2014                  | 5932 | ii, iii, iv, vi |
| 17 |             | Расширение совместного объекта всемирного наследия «Девственные буковые леса Карпат и древние леса Германии» (фр. Extension du bien inscrit sur la liste du patrimoine mondial: Forêts primaires de hêtres des Carpates et anciennes forêts de hêtres d’Allemagne) а) Суаньский лес | Провинции: Валлонский Брабант, Фламандский Брабант, Брюссель (совместно с Австрией, Албанией, Болгарией, Испанией, Италией, Польшей, Румынией, Словенией, Украиной, Хорватией) | —                | 2015                  | 6015 | ix              |